# Wanda Rutkiewicz
Wanda Rutkiewicz (Plungė, 4 de febrero de 1943 - Kangchenjunga 12 o 13 de mayo de 1992) fue una alpinista polaca, ampliamente considerada como la mejor montañera de la historia.

## Biografía
Wanda nació en Plungė, Lituania en una familia polaca. Su padre era ingeniero en la Oficina de Proyectos de Construcción Comunitaria, y un apasionado deportista. Destacó en natación, tiro y judo.
Después de la Segunda Guerra Mundial, la Unión Soviética se anexionó Lituania, por lo que su familia se trasladó a Breslavia, en el oeste de Polonia. Inicialmente educada en casa, empezó la escuela primaria en 2.º grado y se unió a los Scouts del Batallón Zoska. Cuando tenía cinco años, su hermano mayor, Jerzy, de siete años, murió después de encontrar una bomba sin explotar con sus amigos después de la guerra.
En el colegio practicó atletismo con entrenadores, salto de longitud, lanzamiento de disco y salto de altura. En 1961 ganó la medalla de oro en el Campeonato de Clubes Universitarios de Polonia en lanzamiento de peso. Como estudiante en el instituto politécnico, se unió a la Unión Deportiva Académica, donde optó por el voleibol. Wanda se graduó como ingeniera eléctrica en la Universidad Tecnológica de Wroclaw.
Su interés en la escalada fue fruto de la casualidad. La joven conducía una junak, la motocicleta polaca más pesada, y un día de verano de 1961 se quedó sin combustible. Comenzó a hacer señas a los que pasaban por la carretera para pedir ayuda; otro motociclista que se detuvo para asistirla viajaba con un colega, Bogdan Jankowski, que llevaba dos años escalando. Esto dio lugar a que decidieran escalar juntos las montañas Góry Sokole.
Su primera expedición importante fue a la cordillera del Pamir con Andrzej Zawada, que le resultó desagradable debido a sus difíciles relaciones con los escaladores masculinos.
Después de regresar a Polonia, comenzó a liderar sus propias expediciones, incluidas varias exclusivamente femeninas, y se hizo conocida por su estilo de liderazgo contundente. Wanda Rutkiewicz fue la tercera mujer (la primera europea), en alcanzar la cumbre del Everest el 16 de octubre de 1978.
El 23 de junio de 1986 se convirtió en la primera mujer que escaló el K2, como parte de una pequeña expedición conducida por Lilliane y Maurice Barrard, ambos fallecidos al día siguiente durante el descenso.

## Sus 8.000 coronados
- Monte Everest (1978).

- Nanga Parbat (1985).

Junto con Krystyna Palmowska y Anna Czerwińska, se convirtieron en el primer equipo femenino que escaló este pico.
La primera mujer que alcanzó el Nanga Parbat fue Liliane Barrard con su esposo Maurice en 1984.
- K2 (1986).

Fue la primera mujer que ascendió a la cima junto a Maurice y Liliane Barrard (que fallecerían en el descenso; ella llegó una media hora antes que Liliane) y Michel Parmentier (montañero y periodista de RTL, fallecido en el Everest en 1988).
- Shisha Pangma (la cima principal; 1987), con Ryszard Warecki, Elsa Ávila, Carlos Carsolio y Ramiro Navarrete.
- Gasherbrum II  (1989) con Rhony Lampard.
- Gasherbrum I  (Hidden Peak; 1990) con Ewa Panejko-Pankiewicz.
- Cho Oyu (1991) en solitario.
- Annapurna cara Sur (1991) en solitario.

## La última escalada

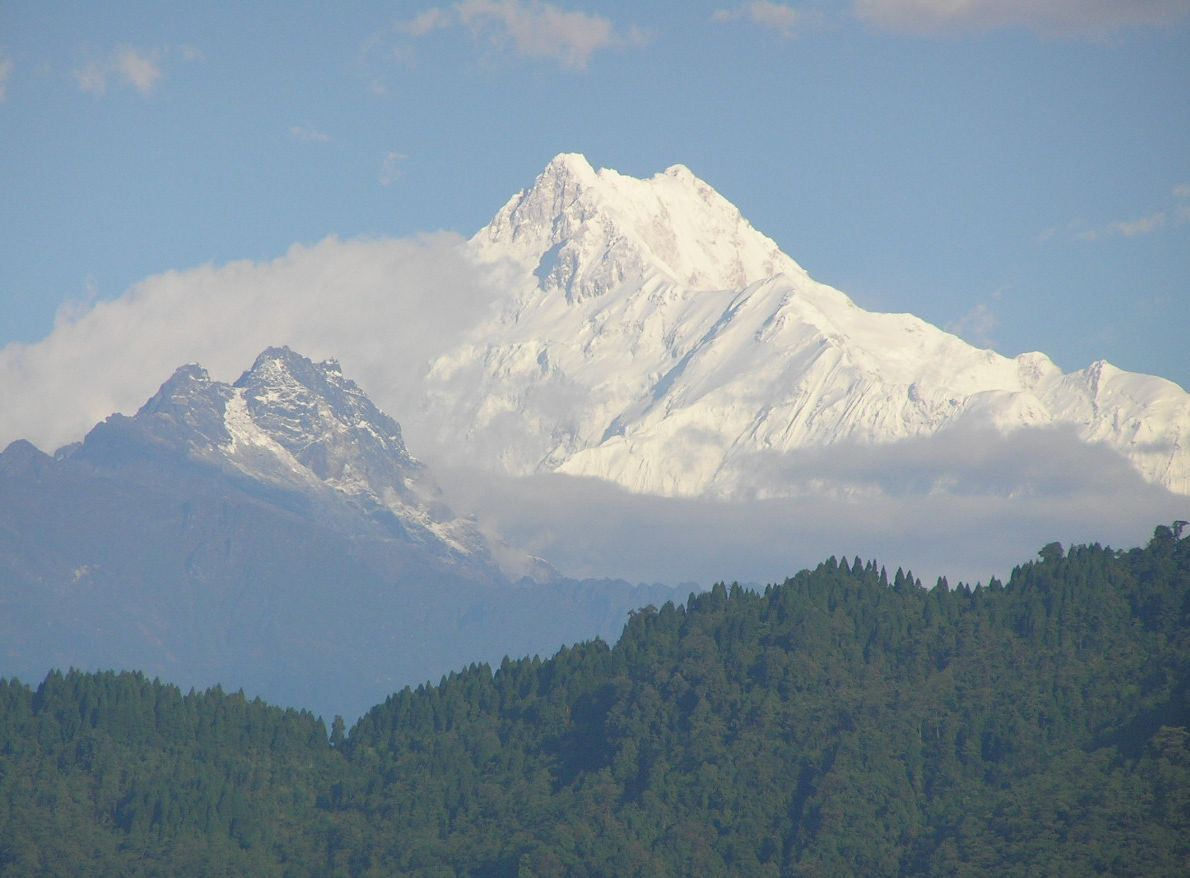
Kangchenjunga, la última ascensión de Rutkiewicz y donde fue vista por última vez el 12 o 13 de mayo de 1992.

Wanda Rutkiewicz murió el 12 o 13 de mayo de 1992 en el Kanchenjunga. Comenzó la ascensión con el mexicano Carlos Carsolio a las 3:30 a. m. del 12 de mayo desde el campo IV, situado a 7.950 metros. Después de unas doce horas de escalada con una fuerte nevada, Carlos alcanzó la cima. De bajada, se encontró con Wanda alrededor de los 8.200 - 8.300 metros. Ella había decidido hacer vivac allí y retomar la subida al día siguiente. No tenía comida, nada para cocinar, ni equipo para el vivac. Exhausto física y mentalmente, Carsolio no pudo convencerla de descender con él. Nunca más se la volvió a ver. De haberlo conseguido, habría sido su noveno ochomil.
En 1995, la expedición italiana de Fausto de Stefani, Marco Galezzi y Silvio Mondinelli creyeron haber encontrado el cuerpo de Wanda en la cara Suroeste de la montaña, ya que se estimaba que ella había subido por la cresta Noroeste hasta un punto muy cercano a la cumbre, cayendo hacia el lado suroeste. Sin embargo, un análisis más detallado de los escaladores italianos, como el color de la ropa y la presencia de equipo de fabricación búlgara, indican que lo más probable es que el cuerpo fuera de la alpinista Yordanka Dimitrova, que murió a causa de un alud en la cara Suroeste del Kangchenjunga en octubre de 1994. Nadie sabrá nunca si Rutkiewicz hizo cumbre. Si lo hizo, ella habría sido la primera mujer en llegar a la cima de las tres montañas más altas del planeta.